# Área de Conservação da Paisagem de Vooremaa
A Área de Conservação da Paisagem de Vooremaa é uma reserva natural situada no Condado de Tartu, na Estónia.
A sua área é de 9882 hectares.
A área protegida foi designada em 2006 para proteger a natureza de Vooremaa.